# Fussballclub Bern
El Fussballclub Bern és un club suís de futbol de la ciutat de Berna. El club va ser fundat el 1894.
Ha jugat més de 40 temporades a la primera divisió suïssa. La temporada 1922-23 es proclamà campió de lliga, però finalment el títol fou revocat per alineació indeguda.

## Palmarès
- Och Cup:
  - 1921, 1925